# 两广黄芩
两广黄芩（学名：Scutellaria subintegra），为唇形科黄芩属下的一个植物种。